# Sekou Doumbouya
Sekou Oumar Doumbouya (* 23. Dezember 2000 in Conakry) ist ein französischer Basketballspieler guineischer Abstammung.

## Laufbahn
Doumbouya wurde in Guinea geboren und zog als Kind mit seiner Mutter und seinen Geschwistern nach Frankreich. Er spielte Fußball und begann mit zwölf Jahren in Fleury-les-Aubrais nahe Orléans mit dem Basketball. In der Saison 2015/16 weilte er am französischen Nachwuchsleistungszentrum INSEP und spielte für dessen Mannschaft in der dritthöchsten französischen Liga NM1. Er verbuchte dort einen Punkteschnitt von 10,5.
Ab der Saison 2016/17 gehörte der Flügelspieler, dem der Ruf eines Basketball-Wunderknaben vorauseilte, zum Aufgebot des Zweitligisten Poitiers Basket 86 und spielte dort unter der Leitung von Trainer Ruddy Nelhomme, der gleichzeitig bei der französischen Nationalmannschaft als Assistenztrainer arbeitete. Trotz seines jungen Alters erhielt Doumbouya in der französischen LNB Pro B bereits regelmäßige Einsatzzeiten, in seiner zweiten Saison in Poitiers (2017/18) stand er durchschnittlich in 23 Minuten auf dem Feld und erzielte statistisch 8,5 Punkte sowie 4,1 Rebounds pro Partie. Die Talentspäher der NBA hatten den Franzosen zu diesem Zeitpunkt längst auf dem Zettel.
In der Sommerpause 2018 wechselte Doumbouya zum französischen Erstligisten Limoges CSP. Während seines ersten Jahres in Limoges musste er aufgrund einer Handoperation, die Ende Dezember 2018 vorgenommen wurde, mehrere Wochen aussetzen. Im April 2019 meldete er sich zum Draft-Verfahren der NBA an und wurde dort an 15. Stelle von den Detroit Pistons ausgewählt. In 94 Spielen für Detroit kam er auf Mittelwerte von 5,6 Punkten und 2,8 Rebounds je Begegnung, im September 2021 wurde er im Rahmen eines Tauschhandels an die Brooklyn Nets abgegeben, aber noch vor dem Beginn der Saison 2021/22 an die Houston Rockets weitergereicht. Die Texaner nahmen ihn jedoch nicht in ihr Aufgebot auf. Mitte Oktober 2021 wurde er von den Los Angeles Lakers mit einem Zweiwegevertrag für Einsätze in der NBA und in der NBA G-League ausgestattet. Er zog sich eine Fußverletzung zu und wurde Mitte November 2021 aus Los Angeles’ Aufgebot gestrichen, der Franzose hatte bis dahin in zwei NBA-Spielen der Kalifornier mitgewirkt. Mitte Januar 2022 holten ihn die Los Angeles Lakers zurück. Anfang März 2022 kam es wieder zur Trennung.
Zur Saison 2022/23 wechselte Doumbouya zu den Delaware Blue Coats (NBA G-League). Mit der Mannschaft gewann er im April 2023 den Meistertitel, der Franzose erzielte in 21 Saisonspielen im Durchschnitt 3,4 Punkte je Begegnung.
Im Anschluss blieb der Franzose monatelang vereinslos. Doumbouya sagte später, er habe sich mit den falschen Menschen umgeben und habe sogar einen Rücktritt vom Leistungssport erwogen. Er nahm im Spätsommer 2023 am Training von AS Monaco teil, wies in dieser Zeit mit rund 120 Kilogramm aber deutliches Übergewicht auf. Doumbouya stellte sich hernach im September 2023 beim griechischen Erstligaaufsteiger Maroussi vor, erhielt dort aber ebenfalls keinen Vertrag. In Dallas im US-Bundesstaat Texas arbeitete er anschließend an seiner körperlichen Verfassung und verringerte sein Körpergewicht um rund 20 Kilogramm. Im Januar 2024 scheiterte ein Wechsel zum französischen Erstligisten Metropolitans 92, im Folgemonat ging Doumbouya als Trainingsspieler nach Spanien zum Erstligisten Zunder Palencia. Er blieb rund zwei Wochen bei der Mannschaft. Wenige Tage später unterschrieb er einen Vertrag beim französischen Erstligisten Chorale Roanne Basket. Dort war er sofort Leistungsträger und erzielte bis zum Ende der Saison 2023/24 in 13 Einsätzen im Durchschnitt 21,2 Punkte. Er stieg mit Roanne jedoch aus der ersten Liga ab.
Mitte Juli 2024 vermeldete der Bàsquet Club Andorra aus der spanischen Liga ACB Doumbouyas Verpflichtung. Für Andorra erzielte er im Durchschnitt 11,5 Punkte je Begegnung. Ende Mai 2025 ging er zum Club Sportif La Sagesse in den Libanon. Mit der Mannschaft erreichte er das Finale um die libanesische Meisterschaft, Doumbouya erzielte für La Sagesse in zwölf Einsätzen durchschnittlich 21,6 Punkte sowie 9,9 Rebounds. Mitte Juli 2025 wurde sein Wechsel zur japanischen Mannschaft Koshigaya Alphas verkündet.

### Nationalmannschaft
Doumbouya erhielt im November 2016 die französische Staatsbürgerschaft und gewann wenige Wochen später mit der U18-Nationalmannschaft Frankreichs die Europameisterschaft. Er war während des Turniers mit 17,8 Punkten im Schnitt vor Frank Ntilikina bester Korbschütze seiner Mannschaft und wurde in die „Mannschaft des Turniers“ gewählt.

## Karriere-Statistiken

### NBA

#### Hauptrunde
| Saison  | Team    | GP | GS | MPG  | FG % | 3P % | FT % | RPG | APG | SPG | BPG | PPG |
| ------- | ------- | -- | -- | ---- | ---- | ---- | ---- | --- | --- | --- | --- | --- |
| 2019–20 | Detroit | 38 | 19 | 19.8 | .390 | .286 | .674 | 3.1 | 0.5 | 0.5 | 0.2 | 6.4 |
| Gesamt  | Gesamt  | 38 | 19 | 19.8 | .390 | .286 | .674 | 3.1 | 0.5 | 0.5 | 0.2 | 6.4 |